# Глибока Долина (Чугуївський район)
Глибо́ка Доли́на — село в Україні, у Зміївській міській громаді Чугуївського району Харківської області. Населення становить 46 осіб. До 2020 орган місцевого самоврядування — Соколівська сільська рада.

## Географія
Село Глибока Долина знаходиться на відстані 3,5 км від річки Мжа (правий берег), за 1 км від села Бірочок Другий, за 4 км — Соколове, на відстані 1,5 км — зупинний пункт Бірочок Другий і автомобільна дорога Т 2107. До села примикає лісовий масив — ліс Роганський (дуб). По селу протікає балка Глибока Долина - права притока Можу.

## Історія
12 червня 2020 року, відповідно до Розпорядження Кабінету Міністрів України  № 725-р «Про визначення адміністративних центрів та затвердження територій територіальних громад Харківської області», увійшло до складу Зміївської міської громади.
19 липня 2020 року, в результаті адміністративно-територіальної реформи та ліквідації Зміївського району, село увійшло до складу Чугуївського району Харківської області.

## Населення

### Мова
Розподіл населення за рідною мовою за даними перепису 2001 року:
| Мова       | Кількість | Відсоток |
| ---------- | --------- | -------- |
| українська | 46        | 100%     |